# Saint-Aubin-des-Coudrais
Saint-Aubin-des-Coudrais es una comuna francesa situada en el departamento de Sarthe, en la región de Países del Loira.

## Demografía
| 725 | 655 | 620 | 716 | 757 | 883 | 913 |
| Para los censos de 1962 a 1999 la población legal corresponde a la población sin duplicidades (Fuente: INSEE [Consultar]) |     |     |     |     |     |     |